# 平底船枪

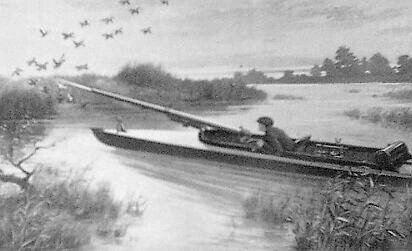
1911年十月刊登在《科学与机械》杂志上的平底船枪的插画

平底船枪（英語：Punt gun）是一种於1820年代初期用于狩猎大批水鸟的大型霰弹枪，一般被出现在商业性狩猎或运动娱乐中。平底船枪一般是由私人设计制造，有著各种各样设计。一般都拥有超过2英寸（51）的口径及能夠一次性发射逾一磅（(≈ 0.45 kg)）的弹药。平底船枪一发射击能几杀50多只在水面上休息的水禽。由于体积巨大，后座力强，这种枪械往往被直接安装在狩猎用的平底船上，并由此得名。猎手使用时一般用橹或杆，悄悄地在不被水鸟发现的情况下驾船进入射击位置。由于一般平底船枪被固定在船身上，猎手需要调节整艘船的方向来瞄准目标。鉴于平底船枪威力巨大，而平底船本身又相当轻，所以射击时船往往会后座数英寸之远。为了提高效率，猎手们常组织有十余艘船的舰队集体行动。
在美国，这项运动一度严重影响野生水鸟种群数量，於1860年代被大多数州所禁止。於1900年的《雷斯法案》禁止了州际野生动物贩卖。1918年，随着一系列联邦法律出台商业猎人也变成了非法职业。
在英国，一份1995年的调查显示还有不到50种平底船枪仍在被使用。英国法律限制平底船枪的口径不得大于1.75英寸（44） (11/8 磅)。自从1897年维多利亚女王钻禧开始，林肯郡卡比特的一门平底船枪会在加冕典礼或庆典时鸣枪庆祝。

## 艺术作品中的登场
在电影《The Legend Begins》中描绘了一门平底船枪在实战中的表现。这门平底船枪是为电影特别制造的。长8英尺（240），重94磅（43），直径2-英寸-diameter（51-）（1868年的 Schedule B中枪管被证实为A级口径）。
在小说《切萨皮克》中，作者詹姆斯 A. 米切纳详细地描写了切萨皮克湾的水手是如何以一种历史性的方式用平底船枪猎杀水禽的。
德斯蒙德·巴格利于1973年撰写的惊悚小说《走钢丝的人》中写到了一门走火的平底船枪。